# Онищук Володимир Володимирович
Володимир Володимирович Онищук (нар. 21 липня 1991, Івано-Франківськ) — український шахіст, міжнародний гросмейстер (2012).
 Чемпіон України зі швидких шахів та бліцу 2015 року.
 У складі збірної України чемпіон Європи 2021 року, срібний призер 2019 року.
Його рейтинг станом на січень 2025 року — 2610 (148-ме місце у світі, 7-ме в Україні).

## Кар'єра
Займатися шахами почав 1998 року в івано-франківському ДЮСШ № 3 під керівництвом Ігоря Кобилянського.
Володимир Онищук неодноразово представляв Україну на чемпіонатах світу та Європи серед юніорів у різних вікових категоріях, здобувши три нагороди, зокрема — золото чемпіонату Європи 2001 року (до 10 років), срібло чемпіонату Європи 2003 року (до 12 років) та срібло чемпіонату світу 2006 року (до 16 років).
Переможець Всесвітньої дитячої шахової Олімпіади у складі збірної України (Агра, 2006).
У 2006 році посів 1 місце на меморіалі В.Набокова, що проходив у Києві.
У 2011 році розділив 2 місце на турнірі «Меморіал Михайла Чигоріна» (Санкт-Петербург).
У березні 2015 року Онищук розділив 1-2 місця (за додатковими показниками — 2 місце) на турнірі «Cappelle-la-Grande 2015». Його результат 7½ очок з 9 можливих (+7-1=1), турнірний перфоманс — 2840 очок..
У квітні 2015 року з результатом 8 очок з 9 можливих (+8-1=0) переміг на 33-у міжнародному турнірі, що проходив у м.Мец. Його турнірний перфоманс склав 2844 очки.
Завдяки вдалим виступам на початку 2015 року, Володимир Онищук, в оновленому рейтингу ФІДЕ за травень 2015 року, зумів піднятися в сотню найсильніших шахістів світу (71 місце) та десятку найсильніших шахістів України (7 місце).
У червні 2015 року у Львові Володимир Онищук з результатом 9 очок з 11 можливих (+8-1=2) став переможцем чемпіонату України зі швидких шахів та з результатом 11 з 11 можливих очок (+11-0=0) переможцем чемпіонату України з бліцу. Там же, у півфіналі чемпіонату України з класичних шахів, набравши 5½ очок з 9 можливих (+4-3=2) посів лише 46 місце, та не зумів кваліфікуватися у фінальну частину чемпіонату України.
У серпні 2015 року набравши 6 очок з 9 можливих (+4-1=4) посів 19 місце на турнірі, що проходив в Абу-Дабі.
У жовтні 2015 року на чемпіонаті світу зі швидких та блискавичних шахів, що проходив у Берліні, посів:
 — 7 місце на турнірі зі швидких шахів, набравши 10 з 15 очок (+8-3=4),
 — 32 місце на турнірі з блискавичних шахів, набравши 12½ з 21 очка (+10-6=5).
Наприкінці жовтня 2015 року, здобувши перемогу з рахунком 3-2 над латвійцем Ігорем Коваленком, Володимир став переможцем 19-го міжнародного шахового турніру «Corsican Circuit», що проходив на о.Корсика (Франція). На шляху до фіналу Онищук також переміг Хоу Іфань, Мартина Кравціва та Лорана Фрессіне.
У грудні 2015 року з результатом 6 очок з 9 можливих (+4-1=4) посів 12 місце на опен-турнірі «Al-Ain Classic», що проходив в Ель-Айні (ОАЕ)..
У грудні 2017 року посів друге місце у чемпіонаті України 2017 року, що проходив у Житомирі. Його результат 8 з 11 очок (+5-0=6).
У січні 2019 року з результатом 10½ з 11 очок (+10-0=1) Онищук став переможцем турніру зі швидких шахів «28-й Меморіал Пауля Кереса».
У жовтні-листопаді 2019 року Володимир Онищук вдало дебютував за збірну збірної України на командному чемпіонаті Європи, що проходив у Батумі, ставши срібним призером. Крім того, набравши 6 з 8 можливих очок (+5-1=2), Володимир показав другий результат серед шахістів, які виступали на четвертій шахівниці.
У січні 2020 року посів 3-тє місце на турнірі зі швидких шахів «Меморіал Пауля Кереса», його результат — 8½ очок з 11 можливих (+8-2=1).

## Результати виступів у чемпіонатах України
| Рік  | Місто    | Турнір                 | + | − | = | Результат | Місце  |
| ---- | -------- | ---------------------- | - | - | - | --------- | ------ |
| 2005 | Рівне    | 74-й чемпіонат України | 0 | 1 | 1 | ½ з 2     | 1/16   |
| 2006 | Полтава  | 75-й чемпіонат України | 1 | 1 | 0 | 1 з 2     | 1/16   |
| 2007 | Харків   | 76-й чемпіонат України | 3 | 2 | 4 | 5 з 9     | 10     |
| 2017 | Житомир  | 86-й чемпіонат України | 5 | 0 | 6 | 8 з 11    | Silver |
| 2020 | Омельник | 89-й чемпіонат України | 4 | 3 | 2 | 5 з 9     | 13     |
| 2021 | Харків   | 90-й чемпіонат України | 3 | 4 | 2 | 4 з 9     | 5      |

## Статистика виступів у складі збірної України
Володимир Онищук зіграв у чотирьох турнірах за збірну України. Володимир переможець командного чемпіонату Європи 2021 року, срібний призер 2019 року. Також в його активі срібна та  бронзова індивідуальні нагороди. 
Загалом у складі збірної України Володимир Онищук зіграв 32 партії, у яких набрав 21½ очка (+15=13-4), що становить 67,2 % від числа можливих очок.
| Рік  | Турнір           | Місто         | Збірна  | Шахівниця | Рейтинг | + | = | − | Результат | % очок | Турнірний рейтинг | Командне місце | Особисте місце |
| ---- | ---------------- | ------------- | ------- | --------- | ------- | - | - | - | --------- | ------ | ----------------- | -------------- | -------------- |
| 2019 | чемпіонат Європи | Батумі        | Україна | резерв    | 2616    | 5 | 2 | 1 | 6 з 8     | 75,0   | 2670              | Silver         | Silver         |
| 2021 | чемпіонат Європи | Чатеж-об-Саві | Україна | резерв    | 2622    | 0 | 7 | 0 | 3½ з 7    | 50,0   | 2566              | Gold           | 8              |
| 2022 | шахова олімпіада | Ченнай        | Україна | резерв    | 2612    | 6 | 2 | 1 | 7 з 9     | 77,8   | 2642              | 29             | Bronze         |
| 2024 | шахова олімпіада | Будапешт      | Україна | резерв    | 2610    | 4 | 2 | 2 | 5 з 8     | 62,5   | 2581              | 16             | 5              |

## Зміни рейтингу
| На цьому місці має відображатися графік чи діаграма, однак з технічних причин його відображення наразі вимкнено. Будь ласка, не видаляйте код, який викликає це повідомлення. Розробники вже працюють для того, щоби відновити штатне функціонування цього графіка або діаграми. | |
| | На цьому місці має відображатися графік чи діаграма, однак з технічних причин його відображення наразі вимкнено. Будь ласка, не видаляйте код, який викликає це повідомлення. Розробники вже працюють для того, щоби відновити штатне функціонування цього графіка або діаграми. |